# Prednisolon
Prednisolon er lægemiddel baseret på binyrebarkhormon, der bruges til behandling af Autoimmunsygdomme f.eks. rheumatoid artrit (leddegigt).
Prednisolon binder til intracellulær receptor → binder til DNA-streng → ændrer gen-ekspression → Pro-inflammatoriske mediatorer dannes ikke → immunforsvar aktiveres ikke.